# Società Polisportiva Tre Fiori 2010-2011
Questa voce raccoglie le informazioni riguardanti la Società Polisportiva Tre Fiori  nelle competizioni ufficiali della stagione calcistica 2009-2010.

## Stagione
La squadra prende parte alle qualificazioni per la UEFA Champions League 2010-2011 venendo eliminata al primo turno dai montenegrini del Rudar Pljevlja.

## Rosa
| N. |                       | Ruolo | Calciatore              |
| -- | --------------------- | ----- | ----------------------- |
| 1  | Italia (bandiera)     | P     | Massimiliano Micheletti |
| 2  | Italia (bandiera)     | D     | Ignacio Nardone         |
| 3  | Italia (bandiera)     | D     | Sandro Macerata         |
| 4  | Italia (bandiera)     | C     | Alessio Ballanti        |
| 5  | Italia (bandiera)     | C     | Nicola Canarezza        |
| 6  | San Marino (bandiera) | D     | Giacomo Benedettini     |
| 7  | San Marino (bandiera) | C     | Daniele Berardi         |
| 8  | Italia (bandiera)     | D     | Paolo Tarini            |
| 9  | Italia (bandiera)     | A     | Sossio Aruta            |
| 10 | San Marino (bandiera) | A     | Federico Amici          |
| 11 | San Marino (bandiera) | A     | Jacopo Manzari          |
| 12 | Italia (bandiera)     | P     | Gianluca Cola           |

| N. |                       | Ruolo | Calciatore          |
| -- | --------------------- | ----- | ------------------- |
| 13 | San Marino (bandiera) | D     | Andrea Martini      |
| 14 | Albania (bandiera)    | C     | Altin Lisi          |
| 15 | Italia (bandiera)     | D     | Roberto Penserini   |
| 16 | Italia (bandiera)     | D     | Michele Bacchiocchi |
| 17 | San Marino (bandiera) | D     | Matteo Vendemini    |
| 18 | San Marino (bandiera) | D     | Daniele Maiani      |
| 19 | Italia (bandiera)     | D     | Simone Grana        |
| 20 | San Marino (bandiera) | D     | Matteo Andreini     |
| 21 | Italia (bandiera)     | C     | Fabio Vannoni       |
| 22 | Italia (bandiera)     | A     | Cristian Menin      |
| 23 | San Marino (bandiera) | C     | Federico Macina     |
| 24 | Italia (bandiera)     | A     | Enrico Buonocore    |